# Liste des musées de la Martinique
Liste de musées de la Martinique :

## Basse-Pointe
- Musée des figurines végétales

## Le Carbet
- Galerie d'histoire et de la mer
- Musée Paul Gauguin

## Le Diamant
- La Maison du Bagnard

## Fort-de-France
- Musée départemental d'archéologie précolombienne (Musée de France)
- Muséum d'histoire naturelle (Musée de France)
- Réserve du père Pinchon (Musée de France)
- Musée régional d'histoire et d'ethnographie de Martinique (Musée de France)

## Le François
- Habitation Clément

## Le Morne-Rouge
- Maison du volcan

## Rivière-Pilote
- Écomusée de Martinique (Musée de France)

## Sainte-Marie
- Musée du rhum Saint-James
- Musée de la banane

## Saint-Esprit
- Musée des arts et traditions populaires

## Saint-Pierre
- Centre de découverte des sciences de la Terre, habitation Perinnelle
- Musée historique de Saint-Pierre
- Musée Franck-A.-Perret - Musée vulcanologique (Musée de France)

## La Trinité
- Musée du château Dubuc

## Les Trois-Îlets
- Le Musée de La Mer
- Maison de la canne (Musée de France)
- Musée de la Pagerie
- La Savane des esclaves

## Le Vauclin
- Musée de la pêche